# Kabinett Granzow II
Das Kabinett Granzow II bildete vom 5. Juli bis zum 9. August 1933 die Landesregierung von Mecklenburg-Schwerin.
Das Staatsministerium wurde am 5. Juli 1933 neugebildet. Die bisherigen Minister wurden vom Reichsstatthalter Friedrich Hildebrandt bestätigt, gleichzeitig wurde Hans Egon Engell zum Staatsrat ernannt.
| Amt                                                                                   | Name             | Partei |
| ------------------------------------------------------------------------------------- | ---------------- | ------ |
| Ministerpräsident Äußeres Unterricht, Kunst, geistliche- und Medizinalangelegenheiten | Walter Granzow   | NSDAP  |
| Inneres Finanzen Justiz                                                               | Friedrich Scharf | NSDAP  |
| Landwirtschaft, Domänen und Forsten1                                                  | Hans Egon Engell | NSDAP  |

1 Das Landwirtschaftsministerium beinhaltete die Abteilung Siedlungsamt.